# TSV Hartberg
Turn- und Sportverein Hartberg (obecně známý jako Hartberg a ze sponzorských důvodů aktuálně se jmenující TSV Egger Glas Hartberg) je rakouský fotbalový klub sídlící v Hartbergu. Soutěží v Bundeslize, nejvyšší úrovni rakouského fotbalu, a své domácí zápasy hraje v Profertil Areně Hartberg.
Klub byl založen v roce 1946.